# Native Son (Roman)
Native Son (deutscher Titel: Sohn dieses Landes) ist ein 1940 veröffentlichter Roman von Richard Wright, der mit seiner Verbindung von autobiographischen Elementen und der Betonung der Zwänge sozialer Milieus in der Tradition des US-amerikanischen sozialkritischen Romans der 1920er und 1930er Jahre zu verstehen ist. Gemeinsam mit Black Boy und Uncle Tom's Children gilt er als das herausragende Opus des schwarzen Schriftstellers. Es zeigt, wie ein Mensch durch eine Gesellschaft gehetzt wird, die von Hass und Vorurteilen geprägt ist. Die erste ungekürzte Ausgabe erschien in den USA 1993.

## Inhalt
Hauptfigur ist Bigger Thomas, ein Schwarzer aus einem Chicagoer Slum. Sein Leben verläuft von seinen Instinkten getrieben: Er lebt in ständiger Angst, misstraut allen und empfindet großen Hass.
Bigger Thomas findet Arbeit als Chauffeur bei der Familie Dalton. In patriarchalischer Weise zeigt sie sich den Schwarzen freundlich zugewandt. Zur Eskalation kommt es durch Mary, die exaltiert egalitaristische Tochter des Hauses. Sie fordert Bigger Thomas auf, sie und ihren Freund beim Ausgehen zu begleiten. Im Anschluss muss er die betrunkene Mary auf ihr Zimmer bringen. Als ihre blinde Mutter, von Geräuschen geweckt, in ihr Zimmer kommt, wird Bigger Thomas von Angst gepackt. Aus der Furcht heraus, dass diese Situation missverstanden wird, versucht er – geprägt von einem Leben, das stets aus Angst und Gewalt bestand – Mary zum Schweigen zu bringen und erstickt sie dabei versehentlich. Als seine Freundin Bessie ihn davon zu überzeugen versucht, sich zu stellen, tötet er diese gleichfalls.
Während einer Verfolgungsjagd über Chicagos Dächer wird Bigger Thomas verhaftet. Er entkommt zwar der Lynchjustiz, wird aber schließlich vom Gericht durch den auf seine Wiederwahl hoffenden Richter Buckley zum Tode verurteilt.
Die auf allen Seiten durch Hass erstarrten Grenzen vermag allein Bigger Thomas’ Anwalt, der Kommunist Max, zu überwinden. Er bemüht sich, den engen Zusammenhang zwischen der Tat und sozialen Zwängen aufzuzeigen. Sein Einsatz führt schließlich zu einer herzlichen Beziehung zu seinem Klienten sowie bei Bigger Thomas zum Beginn des Erkennens eigener Schuld; sein Hass auf alle Weißen beginnt sich zu lösen.
Wrights Anliegen ist es zu zeigen, dass man vermeintlichen sozialen Bestimmungen durch persönliches Engagement entkommen kann. Die Eigenleistung des Menschen ist eine Voraussetzung, um aus der Anonymität herauszukommen.

## Übersetzungen
1941 erschien im Zürcher Humanitas Verlag erstmals eine Übersetzung ins Deutsche von Klaus Lambrecht unter dem Titel Sohn dieses Landes, die 1969 sowie 1970 im Schweizer Diana Verlag neu aufgelegt wurde. Ebenfalls 1969 wurde diese Übersetzung als Lizenzausgabe in der DDR im Ost-Berliner Verlag Volk und Welt und 1970 erneut in der Reihe Buchclub 65 im Verlag Neues Leben veröffentlicht.
1993 wurde eine neue Übersetzung von  Kurt Heinrich Hansen unter dem Titel Native son · Sohn dieses Landes als Taschenbuch im Münchener Droemer Knaur Verlag publiziert. 2019 erschien eine überarbeitete Neuausgabe der Übersetzung Lambrechts bei Kein & Aber.

## Drama
Am 24. März 1941 fand die Uraufführung einer Schauspielfassung des Stoffes statt.

## Verfilmungen
Dreimal wurde Native Son bis heute verfilmt.
Pierre Chenal führte 1951 Regie in der argentinischen Schwarz-weiß-Produktion Native Son. Am bemerkenswertesten an dieser Verfilmung ist, dass Richard Wright selbst die Titelfigur Bigger Thomas spielt.
Die 1986er Verfilmung unter der Leitung von Jerrold Freedman war mit Schauspielern wie Victor Love als Bigger Thomas, Matt Dillon, Elizabeth McGovern, Oprah Winfrey oder David Rasche deutlich prominenter besetzt. Vor allem in technischer Hinsicht vermochte er mehr zu überzeugen als die argentinische Produktion.
2019 folgte mit Native Son eine weitere Verfilmung.

## Rezeption
Der Umfang und die Intensität der literaturkritischen Auseinandersetzung mit dem Roman spiegelt die Bedeutung dieses Romans für die seriöse amerikanische Literatur des 20. Jahrhunderts, wobei die Skala der Beurteilungen von heftiger Polemik bis zu überschwänglichem Lob reicht. Wie Franzbecker in seiner Darstellung der literaturwissenschaftlichen Rezeptionsgeschichte des Werkes ausführlich referiert, werden sowohl die Aussage des Romans als auch die Entwicklung, das Verhalten und die Motive des Protagonisten Bigger Thomas dabei völlig unterschiedlich gedeutet und bewertet.
Die Lektüre von Native Son stellt im Film American History X einen Hauptkonflikt zwischen Derek Vinyard und seinem Vater Dennis dar. Derek liest in der Schule den Roman, den sein Vater verurteilt. Der Regisseur Kaye stellt im Filmkontext die Frage danach, inwieweit das Milieu ein Leben bestimmt. Dabei ergibt sich als These Kayes, dass Rassisten wie Derek (in einer bestimmten Lebensphase) und sein Vater die Milieudeterminierung verkennen, während Figuren wie Davina Vinyard und Murray, die als Demokraten dargestellt werden, genau dies anerkennen. Mit dieser Einschätzung stellt Gewalt von Marginalisierten zumindest genau so sehr eine gesellschaftliche Aufgabe wie Schuld des Einzelnen dar. Kaye bewegt sich mit dieser Positionierung nahe am Grundgedanken von Wrights Roman.

## Ausgaben
- Richard Wright: Native Son. The restored text established by the Library of America. With an introduction by Arnold Rampersad. HarperCollins, New York 2005, ISBN 978-0-06-083756-3
- Richard Wright: Native Son. Sohn dieses Landes. Aus dem Amerikanischen von Kurt Heinrich Hansen. Droemer Knaur, München 1993, ISBN 978-3-426-01597-1
- Richard Wright: Sohn dieses Landes. Roman. Aus dem Amerikanischen von Klaus Lambrecht, ergänzt und überarbeitet von Yamin von Rauch. Kein und Aber, Zürich 2019, ISBN 978-3-0369-5795-1.